# Сунчелеевское сельское поселение
Сунчелеевское се́льское поселе́ние — муниципальное образование в Аксубаевском районе Татарстана Российской Федерации.
Административный центр — село Сунчелеево.

## История
Статус и границы сельского поселения установлены Законом Республики Татарстан от 31 января 2005 года № 24-ЗРТ «Об установлении границ территорий и статусе муниципального образования "Аксубаевский муниципальный район" и муниципальных образований в его составе»

## Население
| 2010 | 2011 | 2012 | 2013 | 2014 | 2015 | 2016 |
| ---- | ---- | ---- | ---- | ---- | ---- | ---- |
| 642  | ↘640 | ↘637 | ↘625 | ↘616 | ↘611 | ↘600 |
| 2017 | 2018 | 2019 | 2020 |      |      |      |
| ↘585 | ↘577 | ↘570 | ↘550 |      |      |      |

## Состав сельского поселения
| № | Населённый пункт | Тип населённого пункта       | Население |
| - | ---------------- | ---------------------------- | --------- |
| 1 | Малое Сунчелеево | деревня                      |           |
| 2 | Сунчелеево       | село, административный центр |           |